# São José do Calçado
São José do Calçado is een gemeente in de Braziliaanse deelstaat Espírito Santo. De gemeente telt 10.965 inwoners (schatting 2009).

## Aangrenzende gemeenten
De gemeente grenst aan Alegre, Guaçuí, Bom Jesus do Itabapoana, Mimoso do Sul en Apiacá.

## Verkeer en vervoer
De plaats ligt aan de weg BR-484/ES-484.